# Roberto Calasich
Carlos Roberto Calasich Gárate (La Paz, Bolivia; 24 de noviembre de 1961) es un director, guionista, productor de cine, televisión y docente universitario boliviano. Ha escrito, producido y dirigido las películas Faustino Mayta visita a su prima (2003), La sirena del lago (2012) y la serie televisiva boliviana con mayor audiencia en Bolivia: La bicicleta de los Huanca (1993). Es considerado uno de los principales representantes del humor costumbrista en Bolivia.

## Biografía
Roberto Calasich nació el 24 de noviembre de 1961 en la Ciudad de La Paz, Bolivia. Inició su formación en La Paz, donde estudió el bachillerato en el colegio San Ignacio de Loyola y culminó la carrera de economía e inteligencia de negocios en la Universidad Católica Boliviana San Pablo (UCB) en 1986.

### Primeros años (1989 - 1991)
El interés de Calasich por el cine lo encaminó a abandonar su novel profesión de economista y asistir a talleres de cine en la Ciudad de México (México) y Buenos Aires (Argentina). En 1989 regresa a Bolivia con la intención de realizar telenovelas y presenta proyectos en los principales canales de televisión bolivianos, no logra su objetivo, pero es reconocido por su sentido del humor y es contratado como presentador del Festival del Humor, un programa para televisión de contadores de chistes emitida en el canal estatal de Bolivia; TVB, el programa fue cancelado a los dos meses por su baja audiencia. Calasich escribe Gozalina, una serie de sketches para reemplazar al programa. El episodio piloto Cocinando con Margareth, satiriza a la entonces primera ministra del Reino Unido, Margaret Thatcher, que enseña a las amas de casa a preparar platillos de la gastronomía boliviana. Es el primero de 167 sketches cómicos emitidos en TVB escritos, producidos y dirigidos por Calasich entre 1989 y 1996. También en 1989, estrena la miniserie Comedia TV.

### La bicicleta de los Huanca y otras series (1992 - 1997)
En 1992, los ejecutivos del canal de televisión boliviano ATB piden a Calasich elaborar un proyecto de serie. Desarrolla la historia de La bicicleta de los Huanca a partir de una anécdota de su empleada doméstica, Flora, sobre una carrera de ciclismo de mujeres en su pueblo. Se filma en soporte de videocasete U-matic la serie de 6 capítulos protagonizados por Aldo Velásquez junto a los actores del taller de teatro de la UMSA, en la localidad de Pucarani con un presupuesto de 5000 USD. Se proyecta el episodio piloto en una presentación para prensa donde obtuvo buena recepción de la crítica y finalmente la serie se estrena en enero de 1993 en horario estelar de ATB, convirtiéndose en la serie boliviana con mayor audiencia televisiva en Bolivia. Meses después, filma la serie El candidato con un presupuesto de 80.000 USD, que trata sobre la disputa de varios candidatos electorales para alcalde en un pueblo imaginario en Latinoamérica, la serie fue emitida por Telesisima Boliviano, hoy Unitel.
En 1994, estrena la miniserie de 5 capítulos de 40 minutos cada uno, Viaje a ninguna parte, con la participación de Aldo Velásquez, emitida por el canal de televisión RTP.
En 1997, se emite por primera vez en RTP, la telenovela de 26 episodios Felicidad. Que cuenta el enamoramiento de una joven de pollera que se hace pasar por una modelo argentina para conquistar a un joven burgués. Vivir el amor, interpretado por la banda musical boliviana Orión, es el tema principal de la telenovela, escrito y producido por Calasich.

### Ópera prima y relanzamientos (2003 - 2007)
En 2003, tras una ausencia de estrenos de producciones cinematográficas bolivianas desde 1999, junto a la llegada del cine digital a Bolivia, Calasich estrena en Bolivia su ópera prima Faustino Mayta visita a su prima, película rodada con una cámara digital Canon XL1 en el altiplano paceño (Bolivia), Salta y Buenos Aires (Argentina), que trata en clave de comedia la explotación laboral que viven los migrantes bolivianos. En Argentina la película se estrenó en una discoteca de Buenos Aires, donde frecuentaban migrantes bolivianos.
En 2007, las series de televisión La bicicleta de los Huanca (1993) y Viaje a ninguna parte (1994) tuvieron un relanzamiento en DVD en formato de película, con un corte del director de dos horas de duración cada una y fueron proyectadas finalmente en pantalla de cine en la Cinemateca Boliviana.

### La sirena del lago y otras producciones (2009 - 2016)
En 2009, estrena un 17 de julio en Sucre la ficción de época Juana Azurduy, el rescate en la quebrada del mono, como homenaje a la figura histórica, la película fue producida junto a la Alcaldía Municipal de Sucre y protagonizada por Inés Lima.
En 2012, se proyecta La sirena del lago por primera vez en el teatro al aire libre Jaime Laredo de La Paz. Que perora sobre el narcotráfico, un homicidio a orillas del Lago Titicaca y el descubrimiento de una sirena por un pescador.
En 2014, escribe y produce el videoclip de género rap ¡Oye chileno!, interpretado por Gary Flores y Daniel Calasich, y rodado en Tacna (Perú). La canción es un reclamo de bolivianos hacía chilenos por la salida al mar para Bolivia, lo que causó controversia en la prensa internacional. El mismo año estrena en el Salón de las Banderas del Estado Mayor de Ejército en La Paz, la película Vientos de guerra (2013), resultado de una investigación de diez años. El film es una recreación de la invasión al antiguo puerto de Antofagasta en 1879 durante la Guerra del Pacífico.
En 2016, reestrena en formato de miniserie web, La sirena del lago (2012), Faustino Mayta visita a su prima (2003), La bicicleta de los Huanca (1993) y  produce con la empresa de software Aynibit la adaptación de La bicicleta de los Huanca en videojuego para teléfonos inteligentes con sistema operativo Android como parte de la campaña publicitaria de la secuela de la serie, La motoneta de los Choque.

### Proyectos (2017 - presente)
Desde 2017, Calasich desarrolla su próxima película sobre el contacto de una mujer de pollera con un extraterrestre. En 2021, estrena el cortometraje La reina del fricarriel e incursiona en el cómic.

## Estilo
Su obra se caracteriza por el tono de comedia fácil y popular, con gags de humor físico que recuerdan a Chespirito o Mr. Bean, atiborrada de recursos formales de animación, intertítulos, pantallas múltiples que la aproximan a una estética chojcha urbana. Su obra también ha sido criticada por su representación del indio o indígena, retratados como seres ignorantes.

## Influencia
El cine de Calasich ha influido en obras de distinguidos directores de cine, como Sena/Quina, la inmortalidad del cangrejo (2005) de Paolo Agazzi y ¿Quién mató a la llamita blanca? (2007) de Rodrigo Bellot. que comparten una propuesta semejante.

## Distinciones
En 2016, recibió la distinción Prócer Pedro Domingo Murillo en el grado de Honor Cívico otorgada por el Concejo Municipal de La Paz por su trabajo al desarrollo cultural de la ciudad de La Paz.
En 2019, le otorgaron el Premio Cinebol Cultural por su aporte al crecimiento de la producción audiovisual en Bolivia. El mismo año recibió un reconocimiento por la Comisión de educación y salud de la Cámara de diputados por su labor de docente en la Universidad Franz Tamayo de Bolivia.

## Vida privada
En 1989, se casó con Sonia Sarmiento Teran, con quien tuvo dos hijos.

La filosofía de vida de Calasich es:
"La felicidad es el camino. Es una elección de cada instante, por tanto tú mismo te haces lo feliz que eres"

## Filmografía[3]

### Cine
| Año  | Película                                          | Director | Productor | Escritor | Notas                                                    |
| ---- | ------------------------------------------------- | -------- | --------- | -------- | -------------------------------------------------------- |
| 2003 | Faustino Mayta visita a su prima                  | Sí       | Sí        | Sí       |                                                          |
| 2007 | La bicicleta de los Huanca                        | Sí       | Sí        | Sí       | Relanzamiento de la serie (1993) en formato de película  |
| 2007 | Viaje a ninguna parte                             | Sí       | No        | Sí       | Relanzamiento de la serie (1994) en formato de película. |
| 2009 | Juana Azurduy, el rescate en la quebrada del mono | Sí       | Sí        | Sí       |                                                          |
| 2012 | La sirena del lago                                | Sí       | Sí        | Sí       |                                                          |
| 2014 | Vientos de guerra                                 | Sí       | Sí        | Sí       |                                                          |
| 2021 | La reina del fricarriel                           | Sí       | No        | Sí       | Cortometraje documental.                                 |
| TBA  | El fabuloso crimen de la calle de la pulmonía     |          |           | Sí       | Registradas para desarrollo.                             |
| TBA  | La venganza del perro en el ropero                |          |           | Sí       | Registradas para desarrollo.                             |

### Televisión
| Año         | Película                         | Director | Productor | Escritor | Notas                                                            |
| ----------- | -------------------------------- | -------- | --------- | -------- | ---------------------------------------------------------------- |
| 1989 - 1996 | Gozalina                         | Sí       | Sí        | Sí       | Serie de 167 sketches.                                           |
| 1989        | Comedia TV                       | Sí       | Sí        | Sí       | Miniserie.                                                       |
| 1993        | La bicicleta de los Huanca       | Sí       | Sí        | Sí       | Serie.                                                           |
| 1993        | El candidadto                    | Sí       | No        | Sí       | Miniserie.                                                       |
| 1997        | Felicidad                        | Sí       | Sí        | Sí       | Telenovela.                                                      |
| 2007        | La sirena del lago               | Sí       | Sí        | Sí       | Relanzamiento de la película (2012) en formato de miniserie web. |
| 2016        | Faustino Mayta visita a su prima | Sí       | Sí        | Sí       | Relanzamiento de la película (2003) en formato de miniserie web. |
| 2018        | La motoneta de los Choque        | Sí       | Sí        | Sí       |                                                                  |

### Videos musicales
| Año  | Película      | Director | Productor | Escritor | Notas                                          |
| ---- | ------------- | -------- | --------- | -------- | ---------------------------------------------- |
| 1997 | Vivir el amor | Sí       | Sí        | Sí       | Interpretado por Orión.                        |
| 2014 | ¡Oye chileno! | Sí       | Sí        | Sí       | Interpretado por Gary Flores y Diego Calasich. |